# Idrometrografo

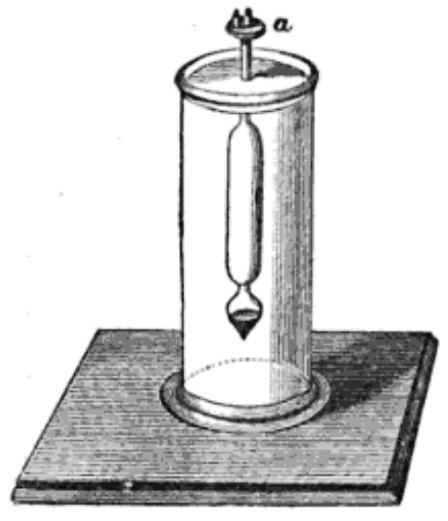
Un idrometrografo ante litteram: quello di Daniel Gabriel Fahrenheit (1686 – 1736)

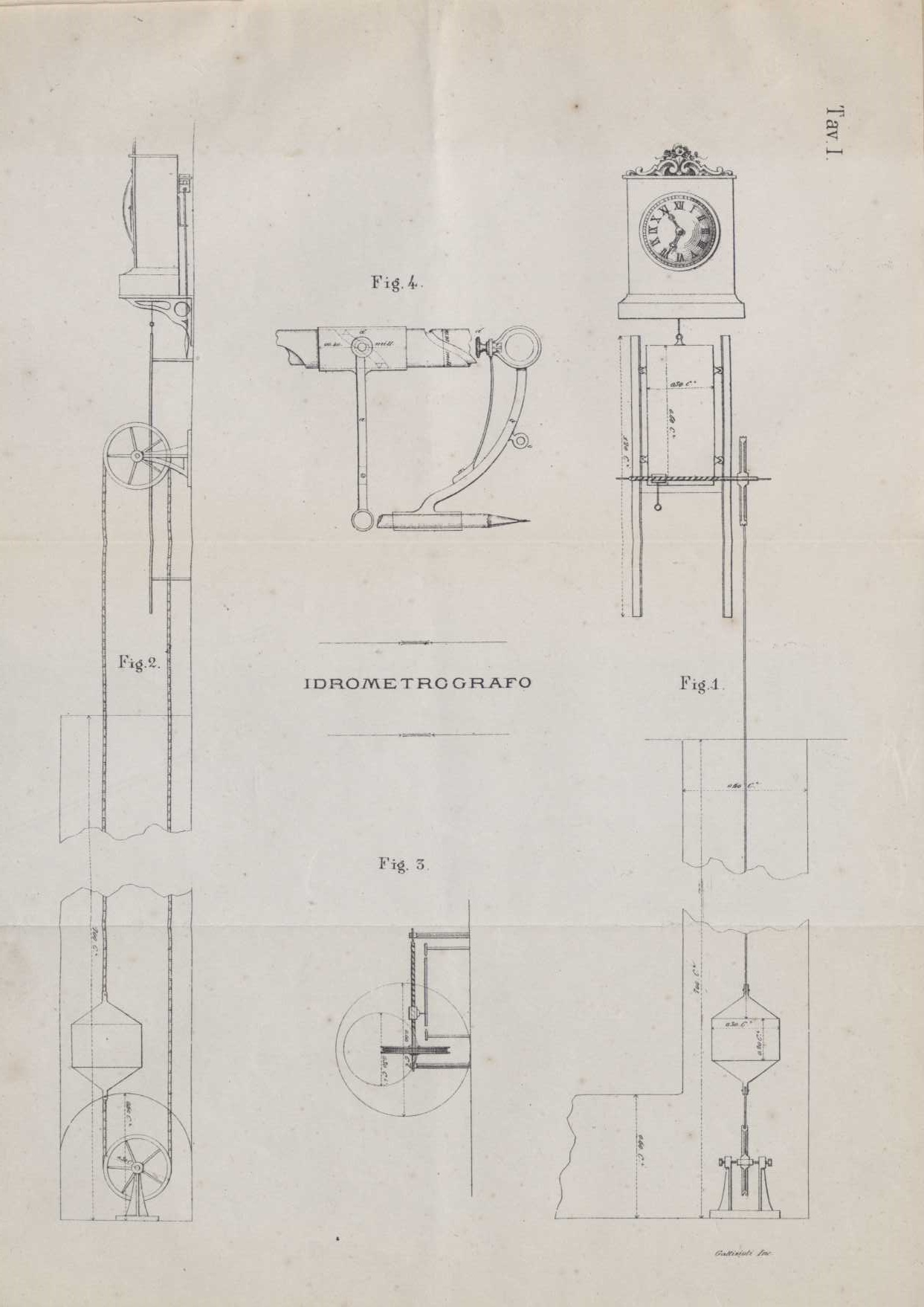
Idrometrografo del XIX secolo

L'idrometrografo è un dispositivo utilizzato nell'idraulica pratica per le misure di livello. Esso è munito di un sistema di registrazione e quindi fornisce un diagramma continuo nel tempo.

## L'idrometrografo verticale
Può essere utilizzato per misurare le variazioni del livello del mare o di un fiume, con una precisione di +/- 1 cm, tramite un galleggiante a contrappeso nel caso in cui si tratti di un idrometrografo verticale. L'idrometrografo verticale si compone di tre parti: un tamburo verticale mosso da un orologio, una puleggia che trasmette i movimenti del galleggiante e la parte scrivente con il cursore e il portapenna per tracciare la variazione del livello.

## Alcuni tipi di idrometrografi
- Idrometrografo a galleggiante

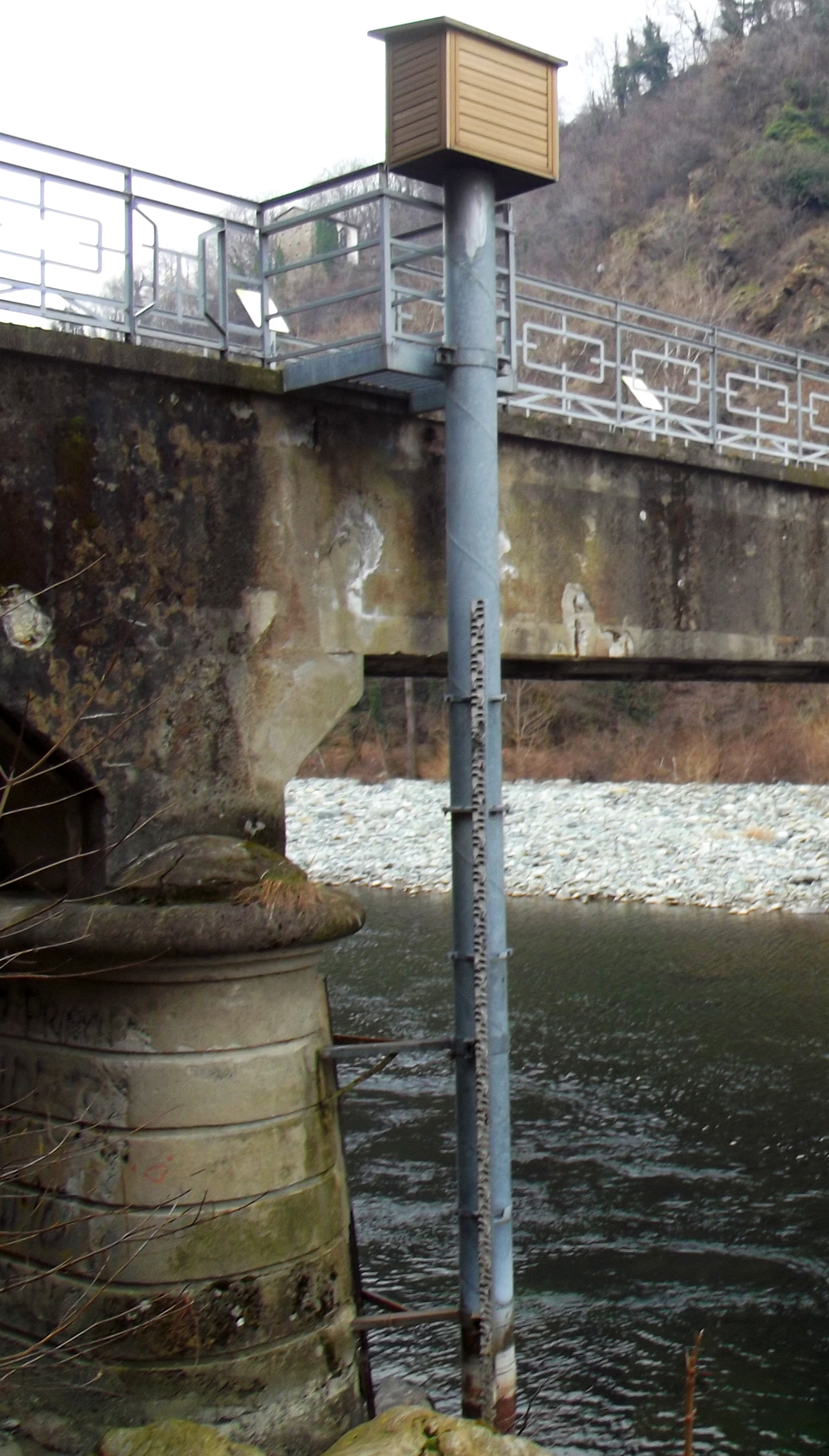
Una capannina per misure idrometriche sulla Stura di Lanzo.

- Idrometrografi a misura di pressione
  - idrometrografo a bolle
  - idrometrografo pneumatico
  - idrometrografo a depressione
  - influenza della pressione atmosferica

Idrometrografo capacitivo
Idrometrografo a ultrasuoni